# Gianantonio Da Re
Gianantonio Da Re, né le 6 septembre 1953 à Cappella Maggiore, est un homme politique italien. Il est élu député européen.